# Hemiptarsenus ainsliei
Hemiptarsenus ainsliei är en stekelart som först beskrevs av Crawford 1912.  Hemiptarsenus ainsliei ingår i släktet Hemiptarsenus och familjen finglanssteklar. Inga underarter finns listade i Catalogue of Life.